# Bellegra
Bellegra es una localidad italiana de la provincia de Roma, región de Lazio, con 3.045 habitantes.
Antiguamente Bellegra era conocida como Civitella, del latín Civitas Vitellia, pero en el año 1880 la comuna decidió modificar su nombre puesto existía la creencia (no documentada) que su construcción se había realizado sobre un antiguo pueblo medieval llamado Belecre. Nombre derivado de Bello y probablemente de las sagas latinas  bella aegra (guerras manchadas de sangre).
Se encuentra en el Monte Celeste a 815 metros sobre el nivel del mar, tiene una superficie de 18,77 kilómetros cuadrados. Es una zona montañosa que oscila entre una altitud de 260 y 815 metros sobre el nivel del mar.

## Evolución demográfica
| Gráfica de evolución demográfica de Bellegra entre 1861 y 2001 |
|                                                                |
| Fuente ISTAT - elaboración gráfica de Wikipedia                |